# 宮本和知の熱血!昼休み
『宮本和知の熱血!昼休み』（みやもとかずとものねっけつひるやすみ）は、1998年3月30日から同年9月25日までTBS系列局で放送されていたTBS製作の帯バラエティ番組。元プロ野球選手・宮本和知の冠番組。
放送時間は毎週月曜 - 金曜の12:00 - 12:55 （日本標準時）。

## 概要
プロ野球選手を引退して間もない、元読売ジャイアンツの宮本和知が司会を務めた。初回は宮本がストライクを投げて番組を始める予定がストライクが入らず、ボールがテレビカメラを直撃して始まった。同日にレギュラー出演者の麻丘めぐみが、『はなまるマーケット』の「はなまるカフェ」に出演するなど、事前告知を行っていた。
TBSの昼番組枠は裏番組の『笑っていいとも!』や『おもいッきりテレビ』などに視聴率で負け続け、定期的に番組リニューアル・番組変更を続けてきた枠であるが、1998年8月に視聴率が1.4パーセントと当時の当該枠ワースト記録となり、半年で打ち切られた。

## 出演者

### 司会
- 宮本和知

### レギュラー
- 麻丘めぐみ
- 星野有香
- 夏木ゆたか

### ナレーター
- 鶴ひろみ
- 住友七絵

## スタッフ
- 構成：福岡秀広・岩崎元哉、野尻靖之、青島利幸、田口ごろう、鮫肌文殊、山名宏和・おちまさと、高須光聖
- 技術：足立篤己、筒浦文男
- VE：石田伸夫
- カメラ：飯橋俊昭
- 音声：藤井勝彦
- 照明：川久保光雄
- 音効：サウンズアート
- 美術プロデューサー：中嶋美津夫
- 美術デザイン：高松浩則
- 美術制作：市原智津子
- 装置：竹嶋正夫
- 電飾：真鍋明
- TK：長谷川道子
- 技術協力：東通、エヌ・エス・ティー、TAMCO、ティ・エル・シー
- 制作協力：MMJ、スタープロジェクト、ウイルスプロダクション、BMC、おふぃすまどか、フルタイム、トリム
- AP：櫛沢節子
- AD：渡野辺充朗
- ディレクター：後藤和昌、大浦剛、橋本達也
- 演出：小玉滋彦
- プロデューサー：田代冬彦、田澤保之
- 製作著作：TBS